# 新東京サーキット
座標: 北緯35度27分21.35秒 東経140度5分29.74秒 / 北緯35.4559306度 東経140.0915944度
新東京サーキット（しんとうきょうサーキット）は、千葉県市原市引田にある、レーシングカート専用サーキット。

## 概要
1977年に「千葉カートランド」の名称で同県四街道市亀崎522-1で開業した。1986年に現名称に変更し、1996年末に現在地に移転。日本自動車連盟（JAF）の公認カートコースとなっている。
移転前のコース時代の1990年代には、『とんねるずの生でダラダラいかせて!!』（日本テレビ系）における「生ダラカートグランプリ」の会場「アイルトン・タカ・サーキット」として著名なほか、F1ブーム全盛期の日本グランプリの前後にはスポンサーのプロモーション等で度々F1ドライバーが訪れた。また、現在も多くのTV番組のロケーションとして使用されている。

## 特徴
コース移転後は数度の改修を受け、現在の全長は936mである。2本のストレート（バックストレッチは右に湾曲している）を中低速コーナーで繋ぐレイアウトとなっている。
通常営業時は自己車両での時間別走行となっているが、時間外（昼、夕方）には、サーキット保有や近隣のレーシングカートガレージのカートのレンタル走行も可能である。

## 設備
- ピット
- ラップタイム計測
- 電光掲示板
- グランドスタンド
- レストラン
- 自動販売機
- 駐車場

## アクセス

### 自動車
- 館山自動車道：市原インターチェンジ、姉崎袖ヶ浦インターチェンジより約10分

### 鉄道
- JR内房線：五井駅よりタクシーで約15分
- 小湊鉄道：上総山田駅、光風台駅よりタクシーで約10分